# Hollywood Cavalcade
Hollywood Cavalcade è un film del 1939 diretto da Irving Cummings, Buster Keaton e Malcolm St. Clair.
È una commedia drammatica statunitense a sfondo storico con Alice Faye, Don Ameche e J. Edward Bromberg. È incentrato sulle vicende di un giovane attore che si fa strada nei primi giorni del cinema di Hollywood, dal cinema muto slapstick attraverso il passaggio al sonoro.

## Produzione
Il film fu diretto da Irving Cummings, Malcolm St. Clair (per le sequenze mute) e, non accreditato, da Buster Keaton su una sceneggiatura di Ernest Pascal, James Edward Grant (dialoghi addizionali, non accreditato) e Malcolm St. Clair. Il soggetto è accreditato a Hilary Lynn, Brown Holmes e Lou Breslow (idea originale).
Fu prodotto da Darryl F. Zanuck per la Twentieth Century Fox Film Corporation e girato nei 20th Century Fox Studios a Century City (Los Angeles) e a Muroc Dry Lake, in California dal 13 maggio 1939, con un budget stimato in 2 milioni di dollari. Il titolo di lavorazione fu Falling Stars.

## Distribuzione
Il film fu distribuito negli Stati Uniti dal 13 ottobre 1939 al cinema dalla Twentieth Century Fox Film Corporation.
Altre distribuzioni:
- in Portogallo l'8 gennaio 1940 (Assim Nasceu o Cinema)
- in Australia il 1º febbraio 1940
- in Danimarca il 28 marzo 1940 (Hollywood Cavalcade)
- in Svezia il 6 maggio 1940 (Sången från Södern)
- in Francia l'8 maggio 1940 (Hollywood Cavalcade)
- in Ungheria il 4 ottobre 1940
- in Germania (Damals in Hollywood)
- in Brasile (Hollywood em Desfile)
- in Ungheria (Hollywoodi varázs)
- in Grecia (I parelasis tou Hollywood)
- in Italia (Hollywood Cavalcade)